# Enyimba Football Club

Escudo anterior do Enyimba

O Enyimba Football Club, conhecido popularmente como Enyimba, é um clube de futebol da Nigéria, com sede na cidade de Aba, que joga na Liga Profissional de Futebol da Nigéria. Seu nome significa "Elefante do Povo" na língua ibo e também é o apelido usado para a cidade de Aba. Fundado em 1976, o clube ganhou destaque nos anos 2000 e é considerado o clube de futebol mais bem-sucedido da Nigéria, pois conquistou dois títulos da Liga dos Campeões da CAF, nove campeonatos nacionais e quatro Copas da Federação desde 2001.

## Títulos
| CONTINENTAIS | CONTINENTAIS             | CONTINENTAIS | CONTINENTAIS                                         |
|              | Competição               | Títulos      | Temporadas                                           |
| ------------ | ------------------------ | ------------ | ---------------------------------------------------- |
|              | Liga dos Campeões da CAF | 2            | 2003, 2004.                                          |
|              | Supercopa da CAF         | 2            | 2004, 2005.                                          |
| NACIONAIS    |                          |              |                                                      |
|              | Competição               | Títulos      | Temporadas                                           |
| Nigéria      | Campeonato Nigeriano     | 9            | 2001, 2002, 2003, 2005, 2007, 2010, 2015, 2019, 2023 |
| Nigéria      | Copa da Nigeria          | 4            | 2005, 2009, 2013, 2014.                              |
| Nigéria      | Supercopa da Nigeria     | 4            | 2001, 2003, 2010, 2013.                              |
| Nigéria      | Segunda Divisão Nacional | 1            | 1993                                                 |

## Jogadores ilustres
- Dele Aiyenugba[5]
- Vincent Enyeama[6]